# Isoetes stellenbossiensis
Isoetes stellenbossiensis är en kärlväxtart som beskrevs av Augusta Vera Duthie. Isoetes stellenbossiensis ingår i släktet braxengräs, och familjen Isoetaceae. Inga underarter finns listade i Catalogue of Life.